# Ametrida centurio
Genre
Espèce
Statut de conservation UICN

 LC  : Préoccupation mineure
Ametrida centurio est une espèce de chauves souris, l'unique du genre Ametrida.